# Diporiphora superba
Espèce
Diporiphora superba est une espèce de sauriens de la famille des Agamidae.

## Répartition
Cette espèce est endémique d'Australie-Occidentale. Elle se rencontre au Kimberley.

## Publication originale
- Storr, 1974 : Agamid lizards of the genera Caimanops, Physignathus and Diporiphora in Western Australia and Northern Territory. Records of the Western Australian Museum, vol. 3, no 2, p. 121-146 (texte intégral).